# Ласт, Роберт
Роберт Ласт (нем. Robert Last; Бремен, 1923 — Гамбург, 1986) — немецкий музыкант (барабанщик и руководитель оркестра).
Старший брат Вернера Ласта (известного как Кай Уорнер) и Ханса Ласта (известного как Джеймс Ласт). Вместе со своими братьями играл на ударных инструментах в танцевально-развлекательном ансамбле Radio Bremen и в ансамбле Last-Becker Ensemble. В 1956 году уехал в США и учился игре на барабанах у Сонни Айго, барабанщика Вуди Хермана. Роберт Ласт играл в Нью-Йорке в кафе Metropole на Бродвее, затем через шесть лет он вернулся в Германию. В 1965 году он стал первым барабанщиком James Last Band и Kai Warner Orchestra. Роберт Ласт также играл с Гельмутом Захариасом, Гюнтером Фулишем и Бертом Кемпфертом.
Выпустил несколько альбомов с оркестром под своим собственным именем, управлением и аранжировками.